# St. Peter (Bous (Saar))

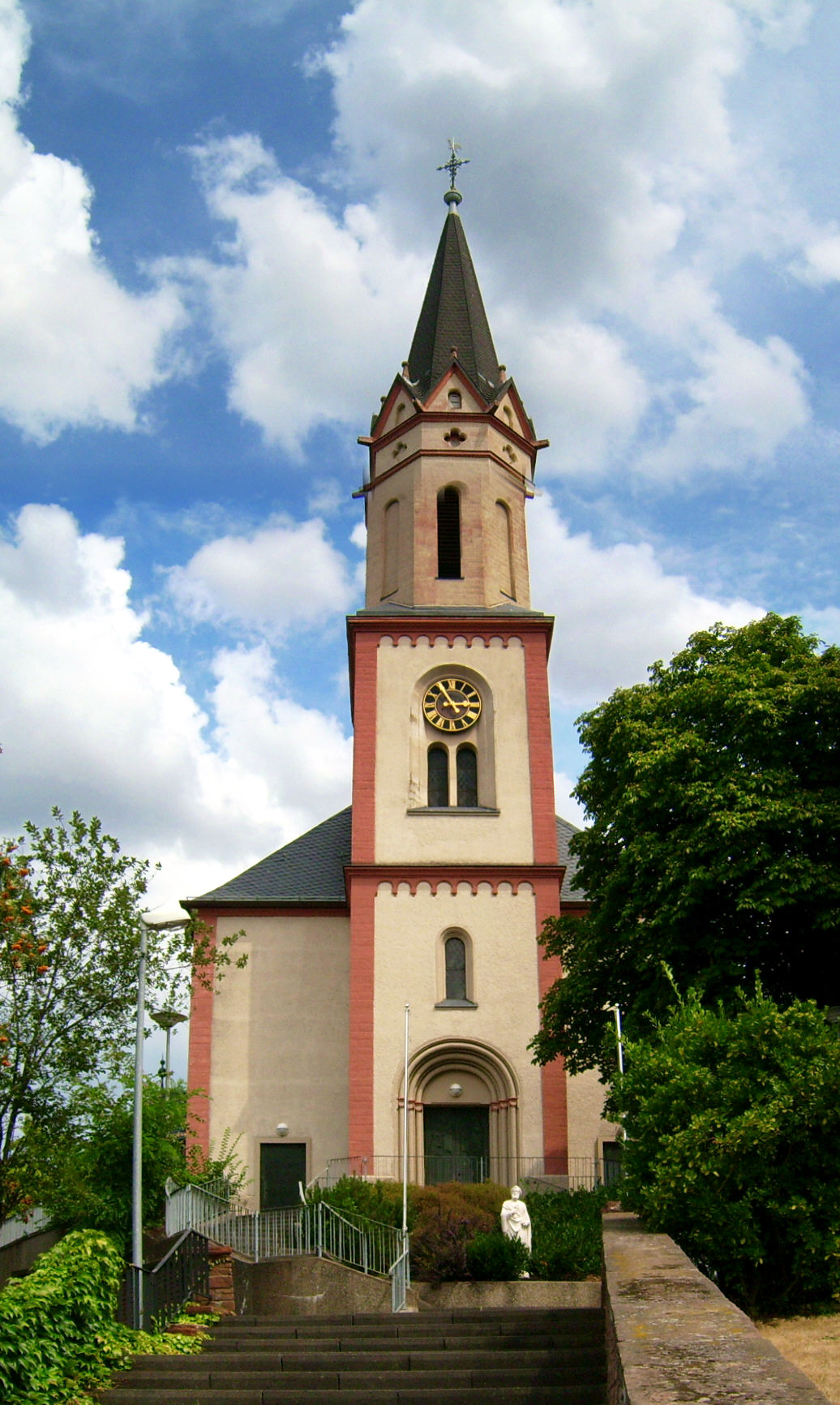
Die katholische Pfarrkirche St. Peter in Bous

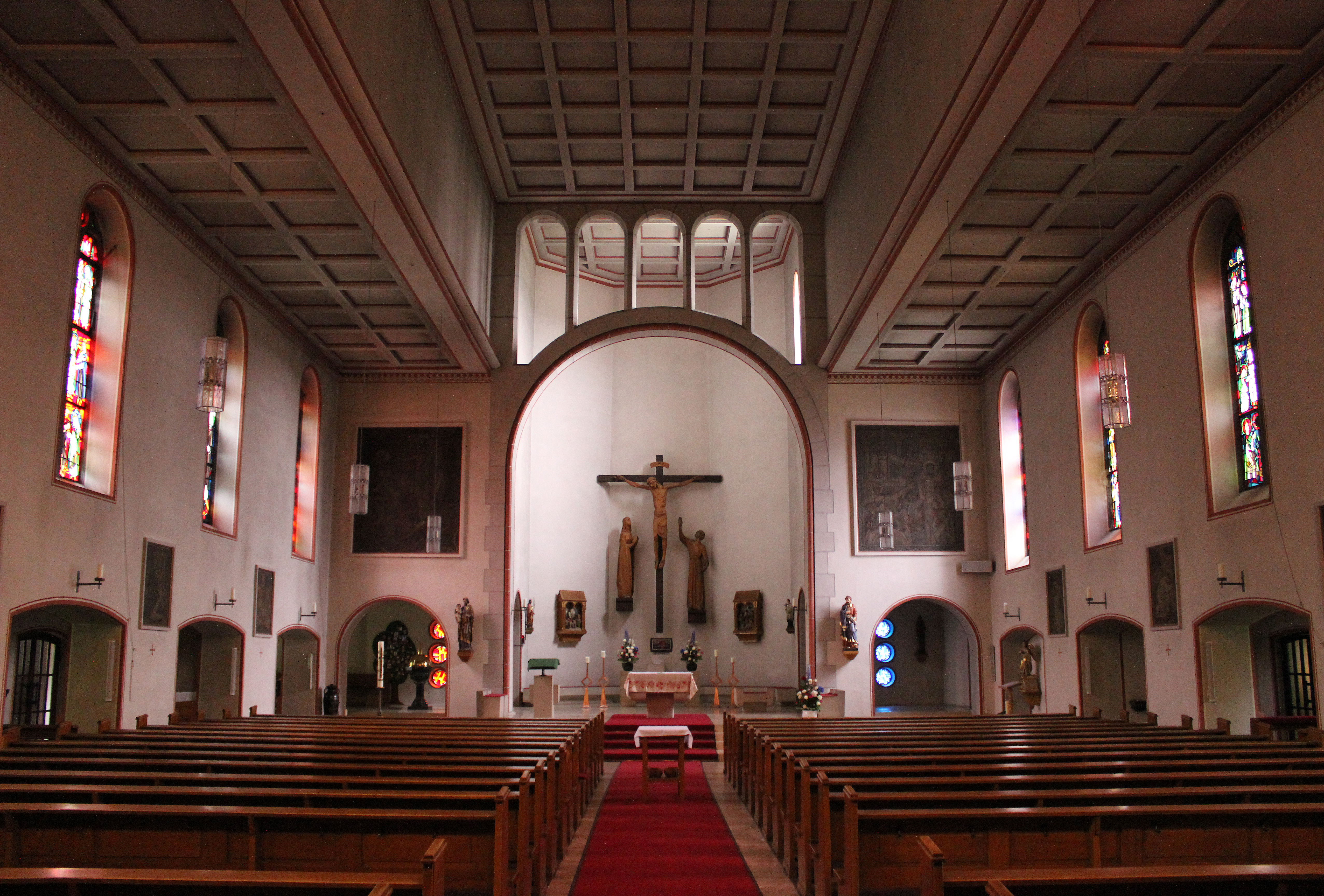
Blick ins Innere der Kirche

Die Kirche St. Peter und St. Hubertus ist eine römisch-katholische Pfarrkirche im saarländischen Bous, Landkreis Saarlouis. Sie ist dem Apostel Petrus als Namenspatron gewidmet. In der Denkmalliste des Saarlandes ist die Kirche als Einzeldenkmal aufgeführt.

## Geschichte
Die Kirche wurde in den Jahren 1890 bis 1892 nach Plänen des Architekten Schneider (Bous) errichtet. Nach dem Zweiten Weltkrieg wurde das Gotteshaus von 1947 bis 1948 einer ersten Restaurierung unterzogen.
Die 1950er Jahre standen im Zeichen weiterer Wiederaufbau-, Restaurierungs- und Erweiterungsmaßnahmen. Eine Halle entstand und Seitenschiffe wurden angebaut. Ferner erfolgten Umbaumaßnahmen, die die Entfernung der Arkaden und den Ersatz der Deckenwölbung durch eine kassettierte Flachdecke zur Folge hatten. Architekt Josef Wilhelm Stockhausen (Neunkirchen) leitete diese Maßnahmen. 1973 bis 1974 kam es zu einem weiteren Umbau und einer Neugestaltung im Innenraum, bei der Kunstmaler Wilhelm-Alois Kurz (Neunkirchen) als Berater fungierte.

## Ausstattung
Zur Ausstattung der Kirche gehören ein Kreuzweg-Mosaik der Künstler Wilhelm Speicher (Püttlingen) und Maria Ewerz von 1948 bis 1950, 10 Fenster des Kirchenmalers Ferdinand Selgrad (Spiesen-Elversberg) von 1952 bis 1956, 2 Fenster der Werkstätten für Glasgestaltung Binsfeld (Trier) von 1960 sowie die Kupferbeschläge des Hauptportales und der beiden Seitenportale von der Kunstschmiede Steines (Trier-Pfalzel) von 1963 bis 1964.
Weitere Ausstattungsgegenstände sind Altar, Ambo, Tabernakelstele, Sitzbänke, vier Steinsitze und ein Priestersitz des Bildhauers Ernst Gier (Bous) von 1973 bis 1974, eine Hostienschale und ein Rauchfass von Goldschmied Hans Alof (Trier), der Tabernakel von Goldschmied Egino Weinert (Köln), drei grüne Kasel und ein Dalmatik (mit Zubehör) von Schwester Wehrbusch (Trier) sowie eine rote Kasel und ein schwarzer Chormantel der Werkstätten in Neuenbeeken.

## Orgel
Die Orgel der Kirche wurde 1955 von der französischen Orgelbaufirma Haerpfer & Erman (Boulay) gebaut und verfügt über zwei Manuale und Pedal. Das im Zweiten Weltkrieg zerstörte Vorgängerinstrument war ebenfalls eine Orgel aus dem Hause Haerpfer und hatte wahrscheinlich ca. 21 Register. Ein Klangdokument der Orgel liegt mit der CD-Einspielung Weihnacht – Orgelmusik zur Weihnachtszeit, Kantor Andreas Hoffmann an der Haerpfer-Erman-Orgel in St. Peter Bous von Andreas Hoffmann vor. Die Orgel hatte bis zum Jahre 2011 23 Register auf zwei Manualen und Pedal und zusätzlich zwei Extensionen im Pedal.
| I Hauptwerk |                     |    |
| 1.          | Principal           | 8′ |
| 2.          | Holzflöte           | 8′ |
| 3.          | Salicional          | 8′ |
| 4.          | Blockflöte          | 4′ |
| 5.          | Praestant           | 4′ |
| 6.          | Principal           | 2′ |
| 7.          | Nachthorn           | 1′ |
| 8.          | Mixtur III          |    |
| 9.          | Trompete harmonique | 8′ |

| II Schwellwerk |                  |    |
| 10.            | Diapason         | 8′ |
| 11.            | Flûte harmonique | 8′ |
| 12.            | Gedeckt          | 8′ |
| 13.            | Rohrflöte        | 4′ |
| 14.            | Principal        | 4′ |
| 15.            | Sesquialter II   |    |
| 16.            | Waldflöte        | 2′ |
| 17.            | Scharf III       |    |
| 18.            | Trompete         | 8′ |
|                | Tremolo          |    |

| Pedal |                        |     |
| 19.   | Violonbass             | 16′ |
| 20.   | Subbass                | 16′ |
| 21.   | Octavbass              | 08′ |
|       | Gedeckt (aus Nr. 20)   | 08′ |
| 22.   | Choralbass             | 04′ |
|       | Nachthorn (aus Nr. 20) | 04′ |
| 23.   | Posaune                | 16′ |

- Koppeln:
  - Normalkoppeln: I/I (Superoktavkoppel), II/I (auch als Sub- und Superoktavkoppeln), I/P, II/P
- Spielhilfen: 2 freie Kombinationen, Tutti, Zungen ab

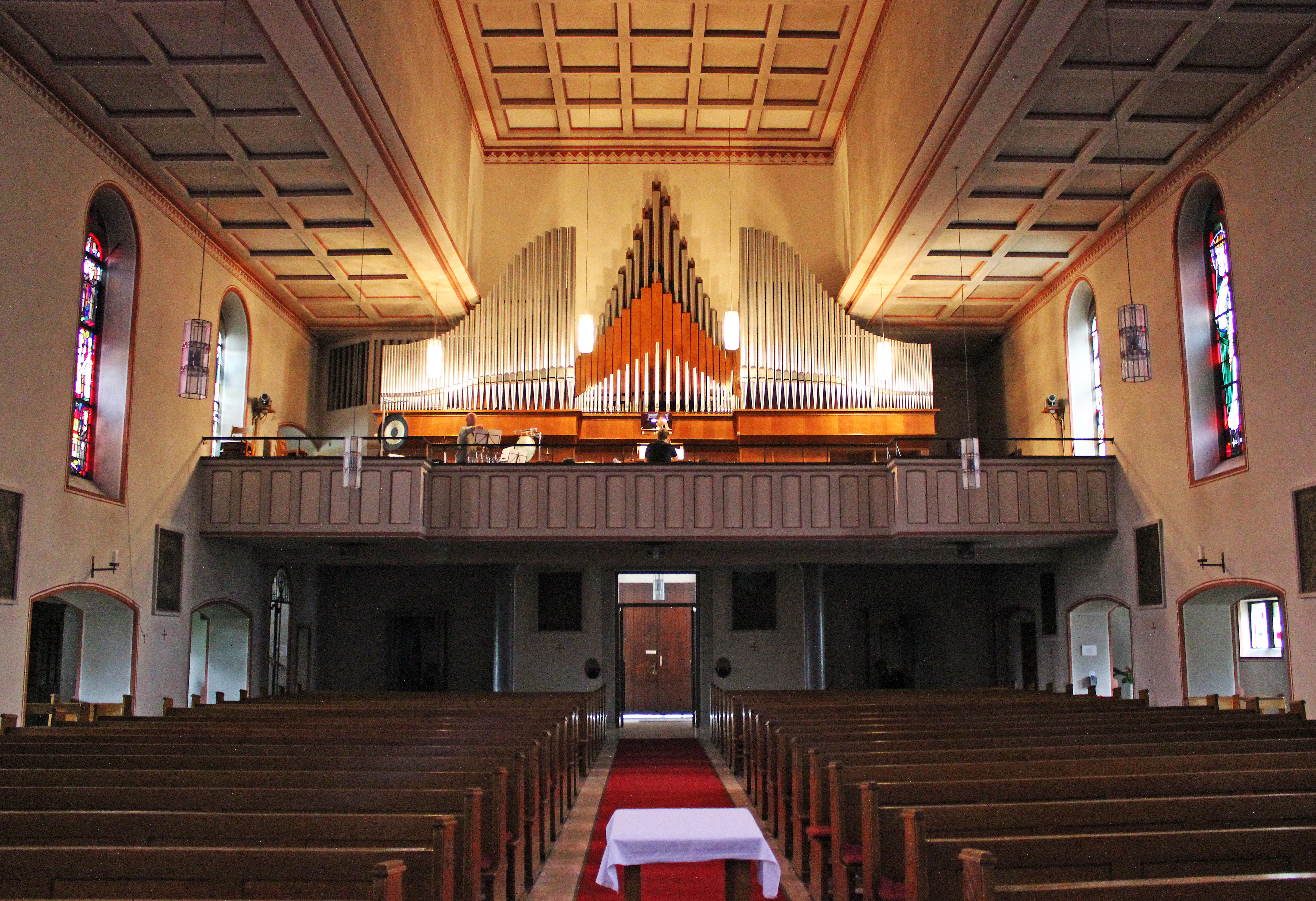
Blick vom Altarraum zur Orgelempore

Im Januar 2007 gründete sich der gemeinnützige Förderverein „Katholischer Orgelbauverein St. Peter Bous e. V. “, der sich zum Ziel gesetzt hat „für die Restaurierung der Orgel in St. Peter Bous zu werben und die dafür notwendigen Mittel zu beschaffen“.
Von Oktober 2011 bis Oktober 2012 wurde das Instrument durch die Orgelbaufirma Thomas Gaida (Wemmetsweiler) einer grundlegenden Renovierung unterzogen. Durch zahlreiche Auszüge gewinnt man aus den eigentlichen 29 Registern insgesamt 46. Zusätzlich ist eine alte englische Celesta eingebaut. Die Manualwerke Hauptwerk, Schwellwerk I und II unterliegen keiner festen Zuordnung und können frei an die beiden Manuale gekoppelt werden. Das Bombardwerk nimmt seine Pfeifen aus dem Pedal, und durch die Einzeltonsteuerung kann jedes dieser Register einzeln auf dem I. oder II. Manual gespielt werden, was auch für die Celesta gilt. Die aktuelle Disposition lautet:
| Hauptwerk C-g3 |               |    |
| 1.             | Praestant     | 8′ |
| 2.             | Holzflöte     | 8′ |
| 3.             | Salicional    | 8′ |
| 4.             | Oktave        | 4′ |
| 5.             | Blockflöte    | 4′ |
| 6.             | Superoktave   | 2′ |
| 7.             | Nachthorn     | 1′ |
| 8.             | Mixtur III-IV |    |
| 9.             | Krummhorn     | 8′ |
|                | Trémolo       |    |

| Schwellwerk Nr. 1 C-g3 |              |     |
| 10.                    | Gambe        | 08′ |
| 11.                    | Voix céleste | 08′ |
| 12.                    | Gemshorn     | 04′ |
| 13.                    | Rankett      | 16′ |
| 14.                    | Trompete     | 08′ |
| 15.                    | Clarinette   | 08′ |
|                        | Trémolo      |     |

| Schwellwerk Nr. 2 C-g3 |                  |        |
| 16.                    | Diapason         | 8′     |
| 17.                    | Flûte harmonique | 8′     |
| 18.                    | Gedeckt          | 8′     |
| 19.                    | Prinzipal        | 4′     |
| 20.                    | Rohrflöte        | 4′     |
| 21.                    | Nasard           | 2 ⁄3′  |
| 22.                    | Waldflöte        | 2′     |
| 23.                    | Terz             | 1 3⁄5′ |
| 24.                    | Scharff III      |        |
|                        | Trémolo          |        |

| Bombardwerk C-g3 |                                   |     |
|                  | Geigenprinzipal (= Nr. 25)        | 16′ |
|                  | Bordun (= Nr. 26)                 | 16′ |
|                  | Hornprinzipal (ext. Nr. 25)       | 08′ |
|                  | Bordun (ext. Nr. 26)              | 08′ |
|                  | Singend Prinzipal (= Nr. 28)      | 04′ |
|                  | Bombarde (= Nr. 29)               | 16′ |
|                  | Trompete harmonique (ext. Nr. 29) | 08′ |
|                  | Clairon harmonique (ext. Nr. 29)  | 04′ |

| Celesta Manual |         |    |
|                | Celesta | 2′ |
|                | Celesta | 4′ |
|                | Celesta | 8′ |

| Celesta Pedal |         |    |
|               | Celesta | 2′ |

| Pedalwerk C-f1 |                             |     |
|                | Untersatz (ext. Nr. 26)     | 32′ |
| 25.            | Violonbass                  | 16′ |
| 26.            | Subbass                     | 16′ |
| 27.            | Oktavbass                   | 08′ |
|                | Gedeckt (ext. Nr. 26)       | 08′ |
| 28.            | Choralbass                  | 04′ |
|                | Nachthorn (ext. Nr. 26)     | 04′ |
|                | Sopran (ext. Nr. 28)        | 02′ |
|                | Flute (ext. Nr. 26)         | 02′ |
|                | Piccolo (ext. Nr. 28)       | 01′ |
| 29.            | Posaune                     | 16′ |
|                | Trompete (ext. Nr. 29)      | 08′ |
|                | Clairon harm. (ext. Nr. 29) | 04′ |
|                | Cornet harm. (ext. Nr. 29)  | 02′ |

- Spielhilfen: Setzeranlage, Crescendo, Schwelltrittkoppel, Sostenuto (Tastenfessel), Tacet (Stummschaltung), Transposer